# Lista de ilhas da Grécia
Esta lista de ilhas da Grécia pode não estar completa. A Grécia conta com mais de 999 ilhas e ilhéus, sendo somente 227  habitadas.
Apenas 78 ilhas possuem mais de 100 habitantes.

## Lista de ilhas da Grécia por área
A tabela inclui as 17 maiores ilhas gregas.
|    | Ilha      | Área (km²) |
| -- | --------- | ---------- |
| 1  | Creta     | 8336       |
| 2  | Eubeia    | 3685       |
| 3  | Lesbos    | 1633       |
| 4  | Rodes     | 1401       |
| 5  | Cefalónia | 906,5      |
| 6  | Quios     | 842,3      |
| 7  | Corfu     | 592,9      |
| 8  | Lemnos    | 477,6      |
| 9  | Samos     | 477,4      |
| 10 | Naxos     | 429,8      |
| 11 | Zacinto   | 406        |
| 12 | Tasos     | 380,1      |
| 13 | Andros    | 380        |
| 14 | Lêucade   | 355,9      |
| 15 | Cárpatos  | 324,8      |
| 16 | Cós       | 290,3      |
| 17 | Citera    | 279,6      |

## Arquipélagos da Grécia

### Ilhas Sarônicas
Recebem este nome porque se encontram no golfo SarônicoPB ou golfo SarónicoPE, também conhecido como golfo de Egina.
- Agistri
- Dokos
- Egina
- Hidra
- Poros
- Salamina
- Spetses

### Espórades Setentrionais
O nome Espórades (em grego, Σποράδες) vem do adjetivo grego sporas (no genitivo, sporados), que significa "espalhado", "disseminado", como são as ilhas que constituem aquele arquipélago.
- Alónissos
- Esquiro
- Escíato
- Escópelos
- Kyra Panagia
- Peristera
- Gioura
- Skantzoura
- Piperi

### Ilhas Jónicas
As ilhas JónicasPE ou ilhas JônicasPB (ou ainda, JóniasPE ou JôniasPB, em grego, Ιόνια νησιά – Ionia nisia –, e em grego antigo, Ἰόνιοι Νῆσοι – Ionioi Nēsoi) formam um arquipélago a oeste da Grécia continental que se compõe de sete ilhas principais:
- Cefalônia (Κεφαλλονιά)
- Citera ou Cérigo (Κύθηρα)
- Corfu ou Córcira (Κέρκυρα)
- Ítaca (Ιθάκη)
- Lêucade ou Leucádia (Λευκάδα)
- Paxos ou Paxo (Παξοί)
- Zacinto ou Zante (Ζάκυνθος)

### Dodecaneso
O termo Dodecaneso (em grego Δωδεκάνησα – Dodekánisa) significa "doze ilhas", em referência a uma dúzia de ilhas maiores daquele arquipélago do mar Egeu à qual se integram outras 150 ilhas menores, todas gregas. Já foi conhecido como Espórades Meridionais.
- Agathonisi
- Arkoi
- Astakida
- Astipaleia
- Atáviros
- Cárpatos
- Fournoi
- Calímnos
- Kasos
- Kastellorizo
- Khalki
- Kinaros
- Cós
- Lebinto
- Leipsoi
- Leros
- Lebinto
- Nísiros
- Ofidussa
- Patmos
- Rodes
- Samos
- Saria
- Simi
- Strongili - o extremo oriental da Grécia
- Syrna
- Tilos
- Zafora

### Cíclades
As ilhas Cíclades ou Cícladas são um arquipélago grego composto por cerca de 220 ilhas próximas à Grécia continental. Seu nome refere-se às ilhas ao redor (κυκλάς) da ilha sagrada de Delos.
- Amorgos
- Anafi
- Andros
- Antíparos
- Ceos
- Delos
- Folegandros
- Ios ou Io
- Címolo
- Cítnos
- Míconos
- Milos
- Naxos
- Paros
- Santorini
- Sérifos
- Sifnos
- Sícinos
- Siro, Siros ou Sira
- Tinos

### Outras ilhas do mar Egeu

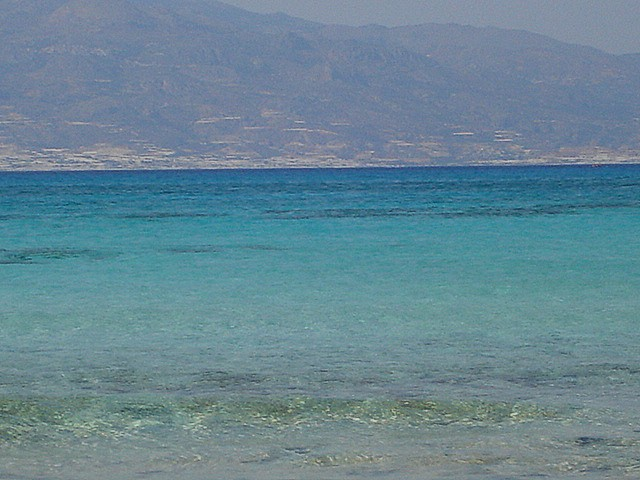
Creta vista da praia da pequena ilha Chrissi

#### Ilhas da porção meridional do Egeu
- Creta
- Gavdos
- Espinalonga

#### Ilhas da porção centro-setentrional do Egeu
- Agios Efstratios
- Andipsara
- Fourni Korseon
- Icaria
- Lemnos
- Lesbos
- Oinousses
- Psara
- Quios
- Samos
- Thymena

#### Ilhas do mar Trácio
- Samotrácia
- Tasos, Taso, Tassos ou Tasso